# Bahnhof Pforzheim-Weißenstein
Der Bahnhof Pforzheim-Weißenstein ist der Bahnhof des Pforzheimer Ortsteils Dillweißenstein und liegt an der Nagoldtalbahn von Pforzheim Hbf nach Hochdorf (b Horb). Da der Ort Dillweißenstein erst 1890 durch die Zusammenlegung der Orte Dillstein und Weißenstein entstand und Dillstein früher einen eigenen Haltepunkt besaß, behielt die Station bis heute ihren ursprünglichen Namen.

## Geschichte
Der Bahnhof ging am 1. Juni 1874 mit Eröffnung des Abschnitts Pforzheim–Calw in Betrieb. Er wurde von den Königlich Württembergischen Staats-Eisenbahnen (K.W.St.E.) nach deren Plänen auf badischem Gebiet errichtet. Aus dieser Zeit stammt auch das bis heute erhaltene zweistöckige Empfangsgebäude. 1911 bis 1914 wurde die Halle um den Erkerbereich mit einer Unterführung zum Mittelbahnsteig und einem Durchgang zur Güterhalle erweitert. 1972 wurde zusammen mit elektrischen Signalen und Weichen ein neues Stellwerk eingebaut. Mit Übergang der Betriebsleitung auf den Bahnhof Pforzheim-Brötzingen 1984 wurden diese Anlagen abgebaut.

### Renovierung und Nutzung als Vereinsheim und Museum (seit 1988)
Nach Aufgabe des Personenverkehrs im Jahr 1980 und folgender Schädigung durch Vandalismus war das denkmalgeschützte Bahnhofsgebäude lange dem Verfall preisgegeben. Im Jahr 1988 erwarb der Verein „Eisenbahnfreunde Pforzheim e. V.“ das Gebäude, welches durch einen Brand 1982 schwer beschädigt wurde. Seitdem erhält und renoviert der Verein das Gebäude und nutzt den ehemaligen Bahnhof Weißenstein als Vereinsheim. Zugleich betreibt es das „Museum im Bahnhof“, dessen größtes und wichtigstes Exponat das Bahnhofsgebäude selbst ist. Im Museum wird die Geschichte des Bahnhofs, aber auch exemplarisch die Geschichte der Eisenbahn im gesamten Pforzheimer Raum von der Zeit der Königlich Württembergischen Staats-Eisenbahnen bis heute dargestellt. Das Museum ist jeden ersten Sonntag im Monat geöffnet.

### Personenverkehr
Zwischen Beginn des 20. Jahrhunderts und den 1960er Jahren hielten in Pforzheim-Weißenstein auch Bäderzüge aus Norddeutschland und dem Ruhrgebiet, die Reisende über Frankfurt am Main, Karlsruhe und Pforzheim in die Heilbäder und Luftkurorte des Schwarzwaldes brachten.
Nach ihrer vorübergehenden Auflassung zu Beginn der 1980er Jahre ging die Station im Dezember 2008 wieder in Betrieb und wird seither von der DB ZugBus Regionalverkehr Alb-Bodensee GmbH stündlich bedient. Es halten dort Regionalbahnen der Linie Pforzheim–Horb, die teilweise bis Tübingen weitergeführt werden. Der aktuelle Bahnsteig befindet sich nicht mehr direkt am Bahnhofsgebäude, sondern dahinter, mit verglasten Wartehäuschen und Zuganzeigern.